# Otto Folin
Otto Folin, född 4 april 1867 i Åseda, död 25 oktober 1934, var en svensk-amerikansk biokemist.
Folin föddes som ett av tolv barn, varav endast fem överlevde till vuxen ålder, till garvare Nils Folin och hans hustru barnmorska Eva Folin.
I augusti 1882 emigrerade han till Minnesota i USA där han bodde hos sin bror. Efter utbildning på University of Minnesota studerade han på University of Chicago under ledning av Julius Stieglitz och blev filosofie doktor med en avhandling om uretaner 1896. 
Samma år återvände han till Sverige och studerade på Uppsala universitet under professor Olof Hammarsten. Folin återvände till USA 1898 och blev biträdande professor i biokemi vid Harvard Medical Scholl 1907, samt professor där 1909. Han 
blev medicine hedersdoktor i Lund 1918. Folin har särskilt varit verksam på den kemiska analysens område, och därvid skapat ett flertal medoter för bestäming av blodets och urinens sammansättning, vilka visat sig vara värdefulla för kliniskt bruk. Han har även utgett ett stort antal vetenskapliga arbeten inom olika delar av näringsfysiologin. Folin var även en uppskattad lärare.